# Радіолокаційний маяк
Мая́к радіолокаці́йний (рос. маяк радиолокационный; англ. radar beacon, racon, нім. Radiolokationsleuchtturm m) — радарний пристрій наведення, що відповідає на сигнал, який надходить з повітря чи з корабля, і ретранслює його на іншій частоті.
Може застосовуватись для бойової ідентифікації.